# Bienvenue à Marly-Gomont
Pour plus de détails, voir Fiche technique et Distribution.
Bienvenue à Marly-Gomont est une comédie franco-belge écrite et réalisée par Julien Rambaldi, sortie en 2016. Le film s'inspire de l'histoire du père du chanteur Kamini Zantoko, originaire du Zaïre (l'actuelle République démocratique du Congo). Il traite principalement, sur un ton semi-humoristique, des difficultés d'installation d'un médecin noir dans un petit village reculé de l'Aisne dans les années 1970, malgré le manque de médecin.

## Synopsis
L'histoire débute dans les années 1970, venant d'obtenir son diplôme en France des études de médecine, Seyolo saisit l'opportunité de travailler en France à Marly-Gomont, une petite commune où il s'installe avec sa famille. La population voit d'un mauvais œil l'arrivée de cette famille noire dans leur village. À l'ouverture du cabinet de médecin, aucun client ne vient, les Marlysiens préfèrent se rendre dans un autre cabinet à 15 km pour éviter de consulter un médecin noir.   
Le médecin (Seyolo), se voit obligé de s'intégrer et de mieux connaître les habitants. Il va se rendre régulièrement au tabac de la ville en jouant aux fléchettes ce qui va lui permettre de  sympathiser avec de nombreux habitants et de gagner leur confiance. Cependant, cela ne suffit pas et les rentrées d'argent se font attendre, c'est pourquoi le médecin se voit imposé de travailler chez un habitant pour l'aider à la ferme. Un soir, le médecin se fit interpeller par un habitant dont la femme est en train d'accoucher. Arrivé dans leur maison, la femme n'apprécie pas le médecin du fait de sa couleur de peau, mais se voit dans l'obligation dans une situation extrême de coopérer. Une fois l'accouchement fini, la femme remercie le médecin pour son aide précieuse. L'information de cette nouvelle naissance réussie par le médecin finit par circuler dans tout le village et les patients viennent de plus en plus au cabinet médical. Mais le rival du maire, lui-même en campagne pour se faire élire, va essayer de faire partir la famille Zantoko. Par de fausses accusations, il réussit à faire fermer le cabinet juste avant les élections municipales.    
La fille de Seyolo, se fait remarquer dans tout le village par ses talents de footballeuse et permet à l'équipe de la ville de remporter de nombreux matchs. Le docteur Seyolo ne pouvant plus exercer et n'ayant plus de revenus décide donc d'utiliser un stratagème pour récupérer son emploi. Il fait de faux adieux aux villageois qui regrettent fortement le départ de la jeune fille et de ce fait les espoirs de l'équipe de football locale. Cependant, les villageois attristés par ce départ essayent de trouver une solution. Celle-ci fut de voter pour le maire sortant qui les avait accueillis au village et qui leur assurait la réouverture du cabinet, et ainsi garder la fillette. Ce vote se fit en dépit de l'autre candidat, opposé au médecin Seyolo. Le maire sortant est réélu, le docteur Seyolo récupère son cabinet et reçoit la nationalité française qu'il attendait depuis le début.    

## Fiche technique
- Titre original : Bienvenue à Marly-Gomont
- Titre de travail : Le Docteur de Kinshasa
- Réalisation : Julien Rambaldi
- Scénario : Julien Rambaldi, Kamini et Benoît Graffin, d'après une idée originale de Kamini
- Musique : Emmanuel Rambaldi
- Décors : Alain Veyssier
- Costumes : Emmanuelle Youchnovski
- Photographie : Yannick Ressigeac
- Son : Dominique Warnier, Paul Heymans, Olivier Mortier et Luc Thomas
- Montage : Stéphane Pereira
- Production : Pauline Duhault, Olivier Delbosc et Marc Missonnier

Coproduction : Julien Deris, Marc Dujardin, David Gauquié et Etienne Mallet
- Sociétés de production : E.D.I. Films, Moana Films et Curiosa Films ; Cinéfrance et TF1 Films Production (coproductions)
- Sociétés de distribution : Télescope (Belgique) ; Mars Films (France]
- Pays d'origine :  Belgique /  France
- Langues originales : français et lingala
- Format : couleur, 2.35:1
- Genre : comédie
- Durée : 96 minutes
- Dates de sortie :
  - Belgique et France : 8 juin 2016

## Distribution
- Marc Zinga : Seyolo Zantoko, le père
- Aïssa Maïga : Anne Zantoko, la mère
- Médina Diarra : Sivi, la sœur
- Bayron Lebli : Kamini
- Jean-Benoît Ugeux : René Ramollu le maire
- Jonathan Lambert : Jean-Marc Lavigne, le rival du maire
- Rufus : Jean
- Thomas VDB : Dédé
- Jean-Michel Balthazar : le barman
- Mata Gabin : Mado
- Riton Liebman : le prof d'auto-école
- Stéphane Bissot : Madame Quinquin
- Stéphanie Crayencour : Rosa
- Sylvestre Amoussou : Tonton Beki
- Tatiana Rojo : Tantine Selipa
- Marie-Philomène Nga : Tantine Baheta
- Vincent Lecuyer : le prêtre
- Michel Schillaci : entraîneur de football
- Kamini : lui-même (voix off)

## Production
Le tournage a lieu à Steenkerque, un village belge de l'entité de Braine-le-Comte.

## Accueil

### Sorties
Le film sort le 8 juin 2016 en Belgique et en France.

### Box-office
La semaine de sa sortie, le film totalise 174 000 entrées en France, se plaçant à la quatrième place des sorties de la semaine. Initialement sorti sur une combinaison de 280 copies, ces bons résultats incitent Mars Films, le distributeur, à augmenter ce nombre à 473 copies au bout de deux semaines. Le film totalise alors 27 % de ses entrées en Île-de-France même s'il était vu à l'origine comme plus destiné à la province. En deux semaines, le film a atteint les 300 000 entrées, son seuil de rentabilité pour son producteur. En France, le film termine son exploitation avec 558 220 entrées.